# کریم بوضیاف
کریم بوضیاف (زادهٔ ۱۶ سپتامبر ۱۹۹۰) یک بازیکن فوتبال فرانسوی-الجزایری‌تبار اهل قطر است.

## باشگاهی
از باشگاه‌هایی که در آن بازی کرده است می‌توان به باشگاه ورزشی الدحیل و باشگاه فوتبال نانسی اشاره کرد.

## تیم ملی
وی همچنین در تیم ملی فوتبال قطر بازی کرده است.